# Aviron aux Jeux de l'Empire britannique et du Commonwealth de 1958
 (mars 2025).
Navigation
Édition 1954 Édition 1962
Aux Jeux de l'Empire britannique et du Commonwealth de 1954, la compétition d'aviron comportait cinq épreuves réservées aux hommes. Les épreuves ont eu lieu à Llyn Padarn prés de Llanberis, à 275 kilomètres (171 mi) au nord ouest de Cardiff. L'Angleterre a été la meilleure nation avec trois médailles d'or, devant l'Australie avec une seule médaille d'or.

## Podiums
| Event               | Or | Or   | Argent | Argent | Bronze | Bronze      |
| ------------------- | --- | ---- | --- | ------ | --- | ----------- |
| Skiff               | Stuart Mackenzie (AUS) | 7:20 | James Hill (NZL) | 7:24   | Russell Carver (ENG) | 7:27        |
| Deux de couple      | Mike Spracklen Geoffrey Baker (ENG)                                                                                                  | 6:54 | Mervyn Wood Stuart Mackenzie (AUS) | 7:01   | Norm Suckling James Hill (NZL) | +0.75 lgths |
| Deux sans barreur   | Bob Parker Reg Douglas (NZL) | 7:11 | Jonathan Hall Stewart Douglas-Mann (ENG) | 7:14   | Stephen Roll Kevyn Webb (AUS) | 7:33        |
| Quatre sans barreur | Roger Pope Keith Shackell David Young Creighton Redman (ENG)                                                                         | 6:34 | Glen Smith Malcolm Turnbull Richard McClure John Madden (CAN) | 6:39   | David Edwards John Fage David Prichard John Edwards (WAL)                                                                           | 6:48        |
| Quatre barré        | Colin Porter John Vigurs Simon Crosse Michael Beresford Richard Gabriel (ENG)                                                        | 6:46 | Donald Arnold Walter D'Hondt David Helliwell Lawrence Stapleton Sohen Biln (CAN) | 6:53   | Graeme Allen Ralfe Currall Kevin Evans Lionel Robberds Roland Waddington (AUS)                                                      | NTT         |
| Huit                | Archibald MacKinnon (CAN) Donald Arnold Wayne Pretty Glen Mervyn Walter D'Hondt Lorne Loomer Robert Wilson Sohen Biln Bill McKerlich | 5:51 | Bruce Leonard Evans (AUS) Graeme Keith Allen Kenneth Philip Railton Kevin John Evans Lionel Robberds Neville John Clinton Ralfe Raymond Currall Roland Peter Waddington Victor Albert Schweikert | 5:56   | Tony Hancox (ENG) Don Elliot Dennis Mount Hilali Wober John A Stephenson Felix Badcock J. P. M. Thomson Dick Workman Raymond Penney | 6:10        |

### Tableau des médailles
| Place | Pays             | Médaille d'or | Médaille d'argent | Médaille de bronze | Total |
| ----- | ---------------- | ------------- | ----------------- | ------------------ | ----- |
| 1.    | Angleterre       | 3             | 1                 | 2                  | 6     |
| 2.    | Australie        | 1             | 2                 | 2                  | 5     |
| 3.    | Canada           | 1             | 2                 | 0                  | 3     |
| 4.    | Nouvelle-Zélande | 1             | 1                 | 1                  | 3     |
| 5.    | Pays de Galles   | 0             | 0                 | 1                  | 1     |
| Total | Total            | 6             | 6                 | 6                  | 18    |